# Melanostolus melancholicus
Melanostolus melancholicus är en tvåvingeart som först beskrevs av Friedrich Hermann Loew 1869.  Melanostolus melancholicus ingår i släktet Melanostolus och familjen styltflugor. Arten är reproducerande i Sverige. Inga underarter finns listade i Catalogue of Life.